# Język aposterioryczny
Język aposterioryczny to międzynarodowy język sztuczny oparty na już istniejących, zwłaszcza naturalnych językach. Przeciwstawiany językowi a priori.
Do języków a posteriori zalicza się także tzw. języki ściśle aposterioryczne (nazywane również naturalistycznymi), języki artystyczne stworzone w sposób imitujący powstawanie języków naturalnych. Są one najczęściej wywodzone na podstawie zmian fonetycznych – np. wenedyk, brithenig i breathanach, wyprowadzone z łaciny na wzór kolejno: języka polskiego, walijskiego i irlandzkiego. Jednakże naturalizm w odniesieniu do języków artystycznych należy odróżnić od naturalistycznych IAL-ów.
Językami a posteriori są również prawie wszystkie języki pomocnicze. Można je podzielić na trzy grupy:
- uproszczone języki narodowe: np. Basic English, latino sine flexione;
- języki naturalistyczne – maksymalnie zbliżone do języków naturalnych (najczęściej romańskich): np. occidental, interlingua; do tej kategorii zalicza się także tzw. język strefowe, przeznaczone dla określonego obszaru spokrewnionych języków: np. język międzysłowiański;
- języki schematyczne lub autonomiczne – słownictwo autonomiczne, oparte na leksyce naturalnej, gramatyka prosta, często aprioryczna: np. esperanto, ido, neo.

Istnieje także kategoria mieszana. Przykładem jest język volapük, w którym większość słownictwa jest luźno oparta na istniejących językach (zwłaszcza angielskim), zaś wszystkie elementy gramatyczne są całkowicie aprioryczne.